# Miłosz Jankowski

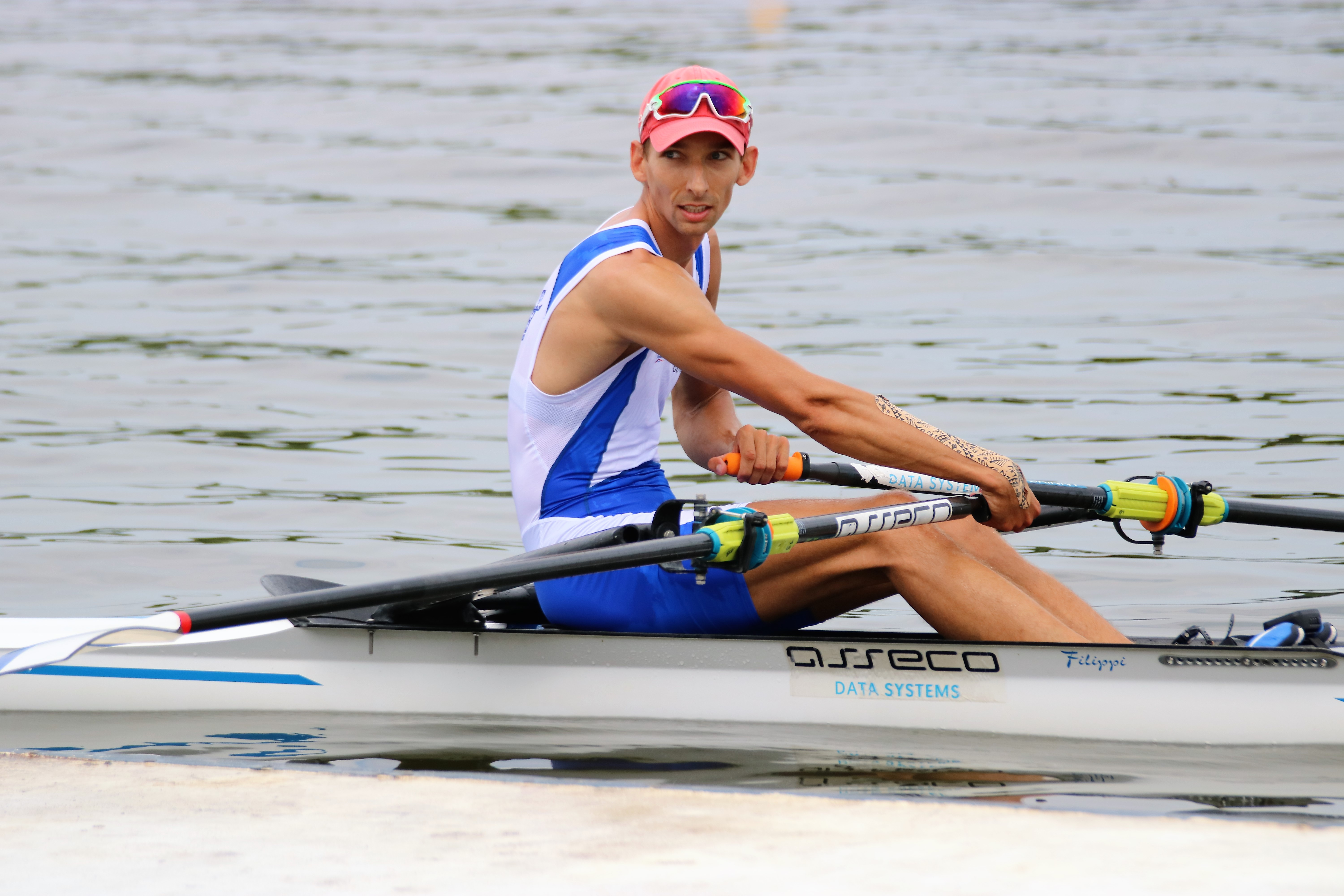
M. Jankowski podczas Mistrzostw Polski 2018

Miłosz Jankowski (ur. 17 stycznia 1990 r. w Iławie) – polski wioślarz, mistrz świata (2012), olimpijczyk z Rio de Janeiro (2016).
Jest zawodnikiem AZS-AWFiS Gdańsk.
10 września 2016 roku wziął ślub z pochodzącą z Iławy Kamilą.

## Kariera sportowa
2008–2010
Pierwszy występ międzynarodowy zaliczył w 2008 roku, kiedy wziął udział na mistrzostwach świata juniorów w Ottensheim w rywalizacji czwórek bez sternika. Razem z Dariuszem Jureczykiem, Michałem Radkowskim i Łukaszem Mierzejewskim popłynął w finale, zajmując w nim piąte miejsce.
Dwa lata później wystąpił na młodzieżowych mistrzostwach świata w Brześciu. Tym razem wziął udział w zawodach czwórek podwójnych wagi lekkiej razem z Filipem Fularą, Arturem Mikołajczewskim i Pawłem Cieszkowskim. W finale B wyprzedzili jedynie Amerykanów i zostali ostatecznie zostali sklasyfikowani na jedenastym miejscu.
2011
W 2011 roku zadebiutował na seniorskich mistrzostwach świata w Bledzie. W rywalizacji dwójek podwójnych wagi lekkiej razem z Mariuszem Stańczukiem w finale B dopłynął do mety na ostatniej, szóstej pozycji. Wystąpił również w eliminacjach czwórki podwójnej wagi lekkiej z Arturem Mikołajczewskim, Bartłomiejem Leśniakiem i Adamem Sobczakiem, zajmując czwarte miejsce, co dało awans do repasaży, w których nie wystąpili.
We wrześniu tego samego roku podczas mistrzostw Europy w Płowdiwie zajął czwarte miejsce w finale A w rywalizacji dwójek podwójnych wagi lekkiej z Mariuszem Stańczukiem. Lepsze okazały się osady Włoch, Grecji i Portugalii.
2012
W maju 2012 roku wystąpił w regatach kwalifikacyjnych do Letnich Igrzysk Olimpijskich 2012, które zostały rozegrane w Lucernie. W dwójce podwójnej wagi lekkiej wraz z Arturem Mikołajczewskim zajęli w półfinale czwarte miejsce, przez co stracili szanse na awans do igrzysk olimpijskich. W lipcu tego samego roku zostali młodzieżowymi wicemistrzami świata w Trokach w dwójce podwójnej wagi lekkiej, przegrywając z Austriakami Paulem Sieberem i Bernhardem Sieberem.
W sierpniu podczas mistrzostw świata w Płowdiwie został z kolei mistrzem świata seniorów w czwórce podwójnej wagi lekkiej. W składzie osady byli także Adam Sobczak, Mariusz Stańczuk i Artur Mikołajczewski. W finale wyprzedzili Greków o 1,71 sek. oraz Chińczyków – o 2,09 sek.
W połowie września razem z Arturem Mikołajczewskim wystąpił na mistrzostwach Europy w Varese w rywalizacji dwójek podwójnych wagi lekkiej. Finał B ukończyli na czwartym miejscu i w końcowej klasyfikacji zajęli dziesiątą pozycję.
2013
W 2013 roku wziął udział na mistrzostwach Europy w Sewilli. W konkurencji dwójek podwójnych wagi lekkiej z Arturem Mikołajczewskim wygrał finał B, wyprzedzając na mecie osady Turcji i Holandii. Podczas sierpniowych mistrzostw świata w Chungju wystąpili razem w rywalizacji dwójek podwójnych wagi lekkiej, zajmując w finale B drugie miejsce, przegrywając jedynie z Holendrami.
2014
Pod koniec maja i początku czerwca wystąpił na mistrzostwach Europy w Belgradzie. Razem z Arturem Mikołajczewskim zajął drugie miejsce w finale B w zawodach dwójek podwójnych wagi lekkiej. Szybciej o 0,41 sek. popłynęli reprezentanci Grecji. Ostatecznie zostali sklasyfikowani na ósmej pozycji.
2015
W maju 2015 roku został uczestnikiem mistrzostw Europy w Poznaniu. W dwójce podwójnej wagi lekkiej wraz z Arturem Mikołajczewskim zajęli drugie miejsce w finale C, przegrywając z Duńczykami o 4,31 sek. W końcowej klasyfikacji zajęli czternastą pozycję. We wrześniu wystąpił na mistrzostwach świata na jeziorze Lac d’Aiguebelette. W dwójce podwójnej wagi lekkiej wygrali finał B, wyprzedzając osady Amerykanów i Austriaków. Ten wynik dał kwalifikację na Letnie Igrzyska Olimpijskie 2016.
2016
Na mistrzostwach Europy w Brandenburgu w parze z Arturem Mikołajczewskim zajęli czwarte miejsce w finale A. Do zwycięskiej osady Irlandii stracili 7,6 sek. W sierpniu wziął udział w igrzyskach olimpijskich w Rio de Janeiro. Razem z Arturem Mikołajczewskim w zawodach dwójek podwójnych wagi lekkiej awansował do finału A, który zakończył na ostatniej, szóstej pozycji.
19 grudnia 2016 roku ustanowił razem z Martyną Mikołajczak rekord świata na dystansie 100 km na ergometrze wioślarskim (grupa wiekowa mixed 20-29 lat), uzyskując wynik 6 godzin 15 minut 6,5 sekundy.
2017
W maju 2017 roku na mistrzostwach Europy w Račicach wystąpił w rywalizacji dwójek podwójnych wagi lekkiej z Jerzym Kowalskim. W finale A zajęli czwarte, tracąc do podium 0,24 sek. Przegrali jedynie z Francuzami, Irlandczykami i Włochami. Cztery miesiące później podczas mistrzostw świata w Sarasocie ponownie zajęli czwarte miejsce, przegrywając z osadami Francji, Włoch i Chińskiej Republiki Ludowej.
2018
Na mistrzostwach Europy w Glasgow wystąpił w zawodach dwójek podwójnych wagi lekkiej w parze z Jerzym Kowalskim. W finale A zajęli piąte miejsce, tracąc do podium 4,72 sek. We wrześniu na mistrzostwach świata w Płowdiwie w finale B zajęli drugie miejsce, zostając ostatecznie sklasyfikowanymi na ósmej pozycji.
2019
W czerwcu 2019 roku podczas Mistrzostw Europy w Lucernie wygrał finał B dwójek podwójnych wagi lekkiej z Jerzym Kowalskim. Na mistrzostwach świata w Ottensheim wziął udział w rywalizacji jedynek wagi lekkiej. W finale B zajął drugie miejsce, przegrywając z Austriakiem Rainerem Kepplingerem o 1,08 sek.

## Puchar Świata
- 1. miejsce (Eton 2013, Belgrad 2018).
- 2. miejsce (Płowdiw 2019).
- 3. miejsce (Bled 2015, Belgrad 2017, Poznań 2017).

## Wyniki
| Rok  | Zawody                      | Miejsce            | Konkurencja                   | Czas             | Pozycja     |
| ---- | --------------------------- | ------------------ | ----------------------------- | ---------------- | ----------- |
| 2008 | Mistrzostwa świata juniorów | Ottensheim         | Czwórka bez sternika          | Finał B: 6:30,72 | 11. miejsce |
| 2010 | Mistrzostwa świata U23      | Brześć             | Czwórka podwójna wagi lekkiej | Finał B: 6:37,20 | 11. miejsce |
| 2011 | Mistrzostwa świata          | Bled               | Dwójka podwójna wagi lekkiej  | Finał B: 6:35,61 | 12. miejsce |
| 2011 | Mistrzostwa Europy          | Płowdiw            | Dwójka podwójna wagi lekkiej  | Finał A: 6:37,15 | 4. miejsce  |
| 2012 | Mistrzostwa świata U23      | Troki              | Dwójka podwójna wagi lekkiej  | Finał A: 6:47.71 | 2. miejsce  |
| 2012 | Mistrzostwa świata          | Płowdiw            | Czwórka podwójna wagi lekkiej | Finał A: 5:55,03 | 1. miejsce  |
| 2012 | Mistrzostwa Europy          | Varese             | Dwójka podwójna wagi lekkiej  | Finał B: 6:36,62 | 10. miejsce |
| 2013 | Mistrzostwa Europy          | Sewilla            | Dwójka podwójna wagi lekkiej  | Finał B: 6:56,04 | 7. miejsce  |
| 2013 | Mistrzostwa świata          | Chungju            | Dwójka podwójna wagi lekkiej  | Finał B: 6:35,33 | 8. miejsce  |
| 2014 | Mistrzostwa Europy          | Belgrad            | Dwójka podwójna wagi lekkiej  | Finał B: 6:18,31 | 8. miejsce  |
| 2015 | Mistrzostwa Europy          | Poznań             | Dwójka podwójna wagi lekkiej  | Finał C: 6:34,42 | 14. miejsce |
| 2015 | Mistrzostwa świata          | Lac d’Aiguebelette | Dwójka podwójna wagi lekkiej  | Finał B: 6:20,25 | 7. miejsce  |
| 2016 | Mistrzostwa Europy          | Brandenburg        | Dwójka podwójna wagi lekkiej  | Finał A: 7:05,36 | 4. miejsce  |
| 2016 | Igrzyska olimpijskie        | Rio de Janeiro     | Dwójka podwójna wagi lekkiej  | Finał A: 6:42,00 | 6. miejsce  |
| 2017 | Mistrzostwa Europy          | Račice             | Dwójka podwójna wagi lekkiej  | Finał A: 6:20,52 | 4. miejsce  |
| 2017 | Mistrzostwa świata          | Sarasota           | Dwójka podwójna wagi lekkiej  | Finał A: 6:15,94 | 4. miejsce  |
| 2018 | Mistrzostwa Europy          | Glasgow            | Dwójka podwójna wagi lekkiej  | Finał A: 6:28,04 | 5. miejsce  |
| 2018 | Mistrzostwa świata          | Płowdiw            | Dwójka podwójna wagi lekkiej  | Finał B: 6:23,10 | 8. miejsce  |
| 2019 | Mistrzostwa Europy          | Lucerna            | Dwójka podwójna wagi lekkiej  | Finał B: 6:23,22 | 7. miejsce  |
| 2019 | Mistrzostwa świata          | Ottensheim         | Jedynka wagi lekkiej          | Finał B: 7:01,24 | 8. miejsce  |